# Port lotniczy M’Boki
Port lotniczy M'Boki – port lotniczy zlokalizowany w Obo, w Republice Środkowoafrykańskiej.